# Distretto di Yenice (Karabük)
Il distretto di Yenice (in turco Yenice ilçesi) è uno dei distretti della provincia di Karabük, in Turchia.